# Gigantopygidae
A Gigantopygidae a háromkaréjú ősrákok (Trilobita) osztályának a Redlichiida rendjéhez, ezen belül a Redlichiina alrendjéhez tartozó család.

## Rendszerezés
A családba az alábbi nemek tartoznak:
- Bornemannaspis
- Gigantopygus
- Parayiliangella
- Pseudoyiliangella
- Zhangshania
- Yilliangella
- Yilliangellina